# F. Lee Bailey
Francis Lee Bailey Jr. (10 de junho de 1933 - 3 de junho de 2021) foi um advogado de defesa criminal americano. O nome de Bailey chamou a atenção nacional por seu envolvimento no segundo julgamento por assassinato de Sam Sheppard, um cirurgião acusado de assassinar sua esposa. Mais tarde, ele serviu como advogado em vários outros casos de alto perfil, como Albert DeSalvo, um suspeito dos assassinatos do caso "Estrangulador de Boston ", o julgamento da herdeira Patty Hearst por assaltos a banco cometidos durante seu envolvimento com o Exército de Libertação Simbionês, e o Capitão do Exército dos EUA Ernest Medina pelo Massacre de My Lai . Ele foi membro do chamado " time dos sonhos " no julgamento do ex-jogador de futebol americano OJ Simpson, que foi acusado de assassinar Nicole Brown Simpson e Ron Goldman .
Durante a maior parte de sua carreira, ele foi licenciado na Flórida e em Massachusetts, onde foi dispensado em 2001 e 2003, respectivamente, por má conduta enquanto defendia o traficante de maconha Claude Louis DuBoc. Após sua dispensa, ele se mudou para o Maine, onde dirigiu uma empresa de consultoria. Mais tarde, ele fez o exame da ordem no estado de Maine, embora em 2013 tenha sido negada uma licença legal pelo Maine Board of Bar Examiners, uma decisão mantida pelo Supremo Tribunal Judicial do Maine em 2014.

## Inicio da vida
Bailey nasceu em 10 de junho de 1933 em Waltham, Massachusetts . Sua mãe, Grace (Mitchell), era professora e diretora de uma creche, e seu pai, Francis Lee Bailey, Sr., era vendedor de publicidade. Seus pais se divorciaram quando ele tinha dez anos.  Bailey estudou na Cardigan Mountain School e depois na Kimball Union Academy, onde se formou em 1950. Ele estudou no Harvard College, mas desistiu em 1952 para se juntar à Marinha dos Estados Unidos e mais tarde foi transferido para o Corpo de Fuzileiros Navais . Ele foi comissionado como um oficial e, após o treinamento de voo, recebeu suas asas de aviador naval Ele serviu como piloto de caça a jato, e então começou a servir como oficial jurídico do esquadrão.
Ele retornou brevemente a Harvard antes de ser admitido na Escola de Direito da Universidade de Boston em 1957, que aceitou sua experiência militar em lugar da exigência de que os alunos tivessem completado pelo menos três anos de cursos de graduação. Enquanto frequentava a Boston University, ele alcançou a maior média de notas da história da escola. Ele se formou com um LL. B. em 1960 e foi classificado em primeiro lugar em sua classe.

## Casos notáveis
Em 1954, Sam Sheppard foi considerado culpado pelo assassinato de sua esposa Marilyn. O caso foi uma das inspirações para a série de televisão The Fugitive (1963-1967). Na década de 1960, Bailey, na época um residente de Rocky River, Ohio, foi contratado pelo irmão de Sheppard, Stephen, para ajudar no apelo de Sheppard. Em 1966, Bailey argumentou com sucesso perante a Suprema Corte dos EUA que Sheppard havia sido negado o devido processo, ganhando um novo julgamento. Seguiu-se o veredito de inocente. Este caso estabeleceu a reputação de Bailey como um advogado de defesa habilidoso e foi o primeiro de muitos casos de alto perfil.